# Ляте, Александр Матсович
Александр Матсович Ляте (эст. Aleksander Läte; 12 января 1860, Аакре-Пикасилла, Дерптский уезд, Лифляндская губерния, Российская империя (ныне уезда Валгамаа Эстония) ― 8 сентября 1948, Тарту) — эстонский и советский композитор, музыковед

. Народный артист Эстонской ССР (1945). Под его руководством был создан первый эстонский симфонический оркестр. Основатель эстонских смешанного и мужского хоров. Почётный доктор Тартуского университета (1935). Почётный профессор Таллинской консерватории (1939).

## Биография
В 1879 году окончил Вольмарскую учительскую семинарию.
В 1879—1882 годах работал учителем церковно-приходской школы в пос. Пухья. В 1883—1896 годах — учитель приходской школы и органист в приходе Ныо.
В 1897 году — выпускник Дрезденской консерватории по классу композиции Ф. Дрезеке и по классу фортепиано П. Шервуда, К. Дёринга, Р. Карера.
С 1900 года жил в Юрьеве, где выступал как дирижёр (до 1907) и музыкальный критик. Под его руководством там был создан первый эстонский симфонический оркестр.
Помимо музыкальных сочинений, написал ряд научных статей и долгое время был музыкальным обозревателем ежедневной газеты Postimees.
Автор концертных рецензий и статей, посвящённых музыкальной жизни Эстонии, теоретических исследований, в том числе «Школьные праздничные песни. Песни и сольфеджио» (Тарту, 1923, на эстонском языке).

## Музыкальные сочинения
Для солиста, органа, хора и симфонического оркестра
- Военная симфония-кантата (сл. из «Старого каннеля», О. Гросшмидта, П. Якобсона, А. Пийрикиви, 1921);

Для симфонического оркестра
- увертюра «Калевала» (1901),
- Эстонский танец (1904),
- Темпо ди мазурка (1904);

Для солистов, фортепиано или органа, хора и струнного оркестра
- кантата «Странник и звезды» (сл. М. Липпа, 1902);

Для струнного оркестра
- Анданте и Скерцо (1904);

Для солистов, органа, хора и духового оркестра
- «Последний вечер года» (на духовный текст, 1882);

Для хора и духового оркестра
- «К весне» (сл. X. Яннсена, 1882),
- Благодарность и хвала (сл. А. Сууркаска, 1900);

Для солиста, чтеца, фортепиано, органа, хора и духового оркестра
- патриотическая кантата «Свободная Эстония» (сл. М. Липпа, К. Сээта, X. Виснапуу, 1923);

Для духового оркестра
- «Торжественный марш» (1925);

Струнный квартет (1902);
Для скрипки и фортепиано
- «Северная полька» (1882);

Для 2 скрипок (или труб) 
- Вальс Вируского Виллема (1923);

Для фортепиано
- пьесы, в том числе Мазурка (1885), Музыкальные. моменты (1921, 1929);

Для хора и органа 
- «Король чести» (1891);

Для солистов, хора и фортепиано
- «Праздничная песня» (1893);

Для голоса и фортепиано
- песни на слова эстонских поэтов;

Для хора (разных составов)
- свыше 250 песен, в том числе «Отчизне» (сл. М. Эйзена, 1887), «На крыльях поэзии» (сл. Г. Луйга, 1888), «Песня радости» (сл. И. Кундера по Ф. Шиллеру, 1890), «Песня землепашца» (сл. М. Липпа, 1900), «Проснись, Отчизна» (сл. М. Липпа, 1905), «Песня жатвы» (слова народные, 1907), «Юри-каменщик» (слова народные, 1908), «Отчего так холодны» (сл. И. Кундера, 1913), «Тоска по своим» (слова народные, 1923), «Песня родины» (сл. X. Виснапуу, 1923), «Прекрасная отчизна» (сл. М. Липпа, 1927).

## Награды
- Орден Эстонского Красного Креста 3-й степени (24.02.1938)
- Народный артист Эстонской ССР (1945)

## Память

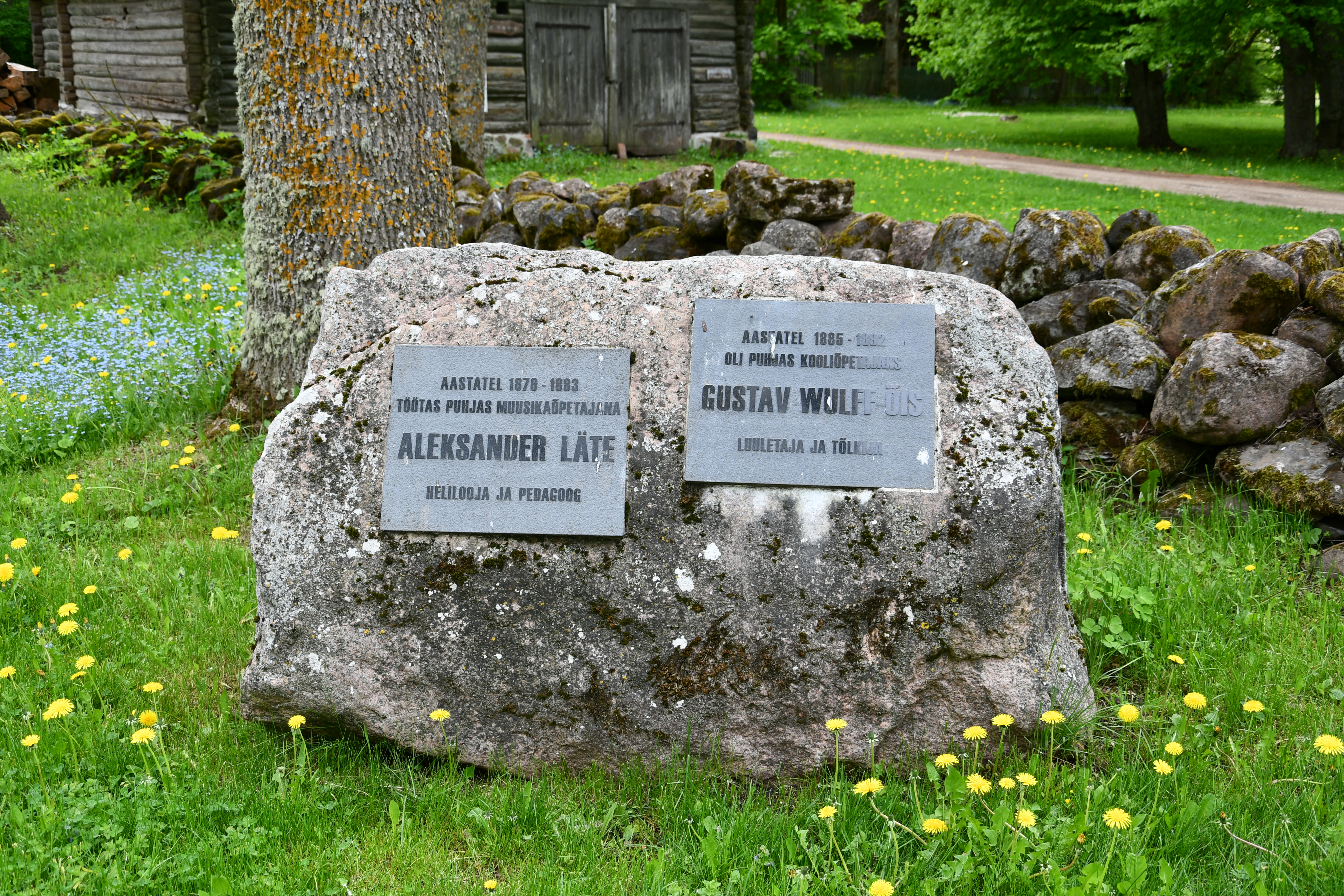
Памятный камень в саду церкви Пухья

- В годы Эстонской ССР улица Лосси в Тарту носила название улицы Александра Ляте с 1 октября 1948 года[2] до возвращения исторического названия в 1987 году.[3][4] В 1948 году в Тарту также было решено установить мемориальную доску на доме по адресу ул. Рюютли, 25.[5]
- В Таллине улица Александра Ляте существовала с 1948 по 1991 год[6], затем она была переименована в Лятте.
- Улица А. Лятте также существует в посёлке Ныо.
- В саду церкви Пухья 13 июня 2015 года был установлен памятный камень, упоминающий годы работы композитора преподавателем в приходской школе Пухья.